# Mahamat Allahou Taher
Pour les articles homonymes, voir Taher (homonymie).
Mahamat Allahou Taher est un homme politique tchadien né le 10 août 1957 à Mao (Kanem). Il est ministre à plusieurs reprises, dont ministre des Mines, de l'Énergie et du Pétrole (2001-2003), ministre du Commerce et de l'Industrie (2011-2016), et dernièrement ministre de la Fonction publique, du Travail et du Dialogue social (2017-2018) et ministre des Télécommunications et de l'Économie numérique (depuis 2022).
Il est également président du Rassemblement pour la démocratie et le progrès (RDP) depuis le 29 janvier 2017.

## Biographie

### Jeunesse et études
Né le 10 août 1957 à Mao dans la région de Kanem, Mahamat Allahou Taher est le fils d'Allahou Taher Limane, qui est le premier président de l'Assemblée nationale après l'indépendance du Tchad.
Il fait ses études supérieures à l'ENA de Rabat (section économique et financière), à l'Université d'Aix-Marseille (maîtrise en droit public), et obtient un DEA en finances publiques ainsi qu'un DEA en études politiques. Il entame également en 1985 une thèse de doctorat à l'Université Panthéon-Assas, mais ne la fini pas.
À partir de 1985, il devient administrateur civil dans la fonction publique.

### Carrière politique
Le 14 août 2001, il fait son entrée au gouvernement en étant nommé ministre des Mines, de l'Énergie et du Pétrole. Il y reste jusqu'en mai 2003, date où il est nommé ministre de l'Élevage. Quelques mois plus tard, en février 2004, il est cependant remplacé par Adoum Diar et quitte le gouvernement.
Il fait son retour le 3 avril 2010 en étant nommé ministre du Développement touristique et de l'Artisanat. Il est ensuite placé à la tête du Ministère du Commerce et de l'Industrie le 17 août 2011, avant de devenir secrétaire d'État au Ministère du Plan et de la Coopération internationale le 16 février 2016. Puis, le 14 août 2016, il est nommé ministre des Postes et des NTIC dans le gouvernement d'Albert Pahimi Padacké.
Membre du Rassemblement pour la démocratie et le progrès (RDP), parti appartenant à la majorité présidentielle, il en est désigné à l'unanimité président national le 29 janvier 2017, en remplacement de Lol Mahamat Choua, qui était à la tête du parti depuis sa création en 1992.
Le 24 décembre 2017, à l'occasion d'un remaniement ministériel, il est placé à la tête du Ministère de la Fonction publique, du Travail et du Dialogue social. Un mois plus tard, sur fond de grogne sociale due aux mesures d'austérité imposées par l'État, il est limogé du gouvernement lors du remaniement du 26 janvier 2018, et est remplacé par Mahamat Moukhtar Ali. La presse locale avance l'hypothèse que ce changement est dû au fait que Mahamat Allahou Taher avait exprimé son désaccord envers les coupes opérées sur les salaires par le gouvernement.
En octobre 2022, après la fin du dialogue national inclusif et souverain, un nouveau gouvernement est nommé. Mahamat Allahou Taher est nommé ministre d'État, ministre des Télécommunications et de l'Économie numérique du gouvernement du premier ministre Saleh Kebzabo.
En février 2024, Mahamat Allahou Taher est suspendu de son poste de président du RDP par une décision de la cour suprême. Le 7 mars 2024, il est reconduit à nouveau à la tête du RDP et annonce son soutien à la candidature du président Mahamat Idriss Déby à l'élection présidentielle de mai 2024,.